# 塞拉拉丰塔纳
塞拉拉丰塔纳（義大利語：Serrara Fontana），是意大利那不勒斯省的一个市镇。总面积6平方公里，人口3199人，人口密度533.2人/平方公里（2009年）。ISTAT代码为063078。